# Чернышёв, Захар Григорьевич
Граф Заха́рий Григо́рьевич Чернышёв (18 марта 1722 — 29 августа 1784) — русский генерал-фельдмаршал из рода Чернышёвых. Прославился успешными действиями в годы Семилетней войны. В 1763—1774 годах возглавлял военное ведомство. Первый генерал-губернатор Могилёвский и Полоцкий (1772—1782), владелец Чечерска. После назначения генерал-губернатором Москвы (1782) выстроил известный дворец на Тверской. На основе Ярополецкого поместья в 1772 году учредил чернышёвский майорат.

## Биография

### Придворная молодость
Захар Чернышёв родился 18 марта 1722 года в семье генерал-аншефа Г. П. Чернышёва и Авдотьи Чернышёвой, одной из метресс императора Петра Великого, заслужившей от него прозвище «Авдотья бой-баба». Вместе с отцом был пожалован в 1742 году в графы.
Записан на военную службу в 1735 году, через 6 лет было присвоен чин капитана гвардии. В 20 лет был приставлен помощником к Л. Ланчинскому, представлявшему интересы петербургского двора в Вене. За время пребывания за границей расширил кругозор и овладел иностранными языками. В 1743 году был секретарём одной из масонских лож в Вене.
С 1744 года — камер-юнкер наследника Петра Фёдоровича (в чине полковника).
За несколько лет, пока они состояли при молодом дворе, три стройных и высоких брата Чернышёва, особенно Андрей, успели заручиться благорасположением великой княгини Екатерины Алексеевны. Захара она называла «горячая голова». П. Бартенев опубликовал найденные при ремонте в одном из чернышёвских поместий «Любовные записочки высокой особы XVIII века к графу Чернышёву». Почерком будущей императрицы по-французски было выведено:
Первый день, как будто ждала вас, так вы приучили меня видеть вас; на другой находилась в задумчивости и избегала общества; на третий смертельно скучала; на четвёртый аппетит и сон покинули меня; всё мне стало противно: народ и прочее… на пятый полились слёзы… Надо ли после того называть вещи по имени? Ну вот: я вас люблю!
В книге «Вокруг трона» К. Валишевский приводит ещё одну трогательно-наивную записку великой княгини, отправленную одному из братьев Чернышёвых накануне свидания:
Какой день для меня завтрашний! Окажется ли он таким, каким я желала бы? Нет, никогда тебя не будут любить так, как я люблю. В беспокойстве беру книгу и хочу читать: на каждой строке ты меня прерываешь; бросаю книгу, ложусь на диван, хочу уснуть, да разве это возможно? Пролежавши два часа, не сомкнула глаз; наконец, немного успокоилась потому, что пишу тебе. Хочется снять повязку с руки, чтоб снова пустить себе кровь, может быть это развлечёт меня.

## На полях сражений

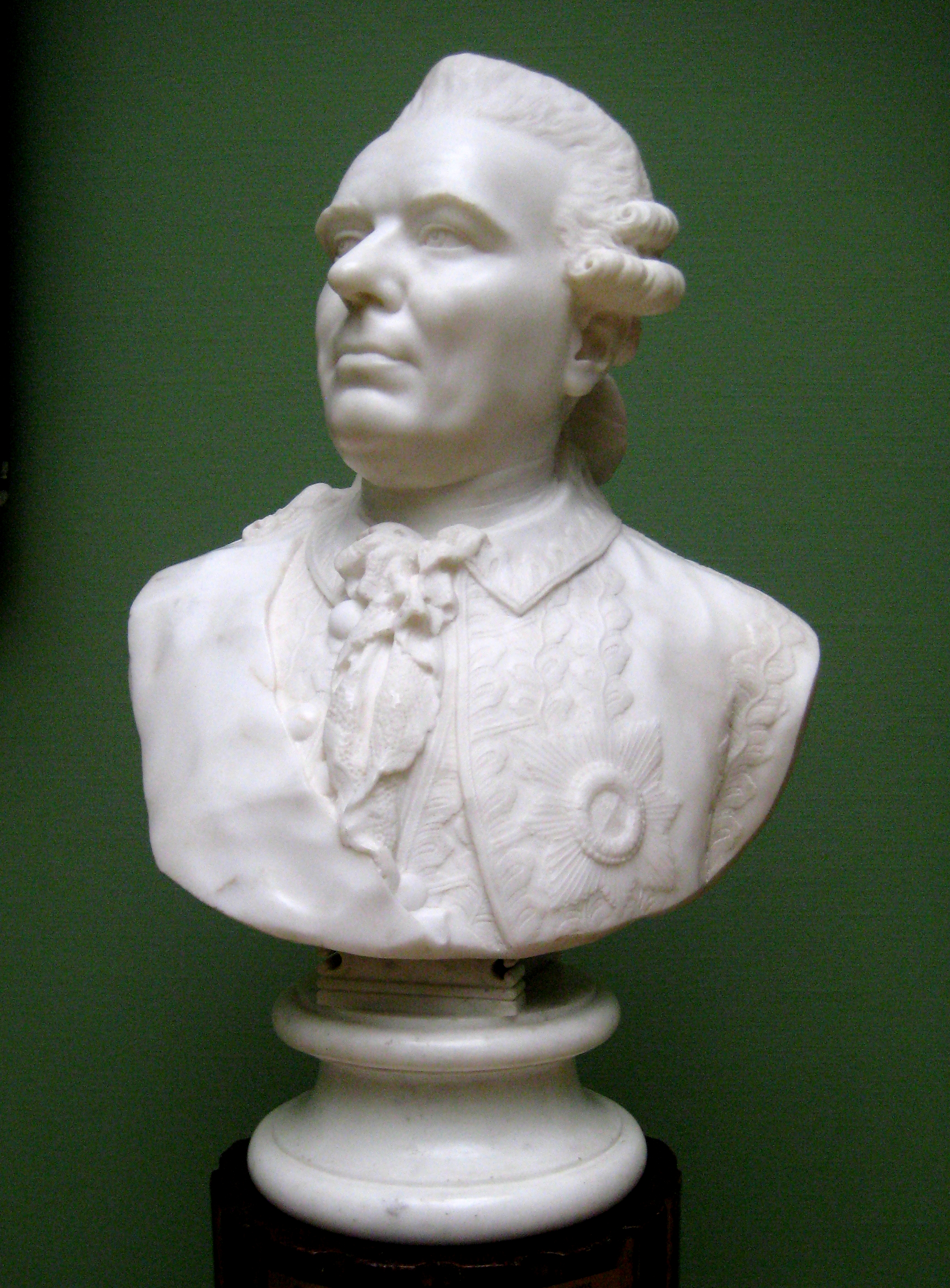
Бюст работы Федота Шубина, 1774

Непозволительно близкое общение Чернышёва с женой наследника встревожило Елизавету Петровну, которая посоветовала перевести молодого человека в армию (под предлогом того, что он замял дело о злоупотреблении одного полковника). С 1749 года Чернышёв посвятил себя военной службе, к которой имел особую склонность, сначала как командир Санкт-Петербургского пехотного полка, отправленного на Рейн, в следующем году стал генерал-майором, ещё через 8 лет — генерал-поручиком.
Во время Семилетней войны отличился в знаменитой Цорндорфской битве, где командовал гренадерами. За время сражения граф Чернышев переменил двух раненных под ним лошадей, потерял своих адъютантов и, наконец, был захвачен в плен около Квартчена. Когда после битвы Захар Григорьевич, Салтыков и другие взятые в плен генералы были представлены Фридриху Великому, последний в отместку за разрушительную артиллерийскую бомбардировку Кюстрина русской армией приказал: «У меня нет Сибири, куда бы их можно было сослать; так бросьте их в казематы кюстринские. Сами они приготовили себе такие хорошие квартиры, так пусть теперь и постоят в них». Приказ короля был исполнен в точности.
Той же осенью после размена пленными Чернышёв вернулся в ряды русской армии и командовал 20-тысячным корпусом, одно из подразделений которого в 1760 году овладело Берлином. После смерти императрицы и восшествия на престол Петра III возглавил корпус, приданный на усиление армии Фридриха Великого, который в Берлине возложил на своего недавнего неприятеля орден Чёрного орла. За день до сражения при Буркерсдорфе получил известие о смерти Петра III и восшествии на престол Екатерины II, которая отдала приказ покинуть армию Фридриха и возвращаться в Россию. Фридрих упросил Чернышева остаться на своих позициях, не вступая в битву, но отвлекая внимание части австрийских войск, что в итоге и привело к поражению последних. По возвращении в Россию, в июле 1762 года, ему был присвоен чин генерал-аншефа.

### Екатерининское время

#### Руководство военным ведомством
В день коронования императрицы Екатерины II (27 сентября 1762 года) её давний любимец Чернышёв исправлял должность верховного церемониймейстера и был удостоен ордена Св. Апостола Андрея Первозванного. В том же году назначен вице-президентом Военной коллегии, хотя полководческим талантом, по мнению современников, не отличался. В письме к Фонвизину граф П. И. Панин называет Чернышёва военным министром и комнатным генералом.
В качестве президента Военной коллегии (1763—1774) способствовал лучшему административно-хозяйственному управлению русской армией в войнах с Турцией и Барской конфедерацией. Ему удалось добиться проведения ряда мер, укрепивших централизм в военном управлении: были приняты новые штаты Военной коллегии, главной канцелярии артиллерии и фортификации, управления комиссариатских учреждений; при Военной коллегии учреждена типография. Были изданы положения, инструкции и учреждены штабы для полков. Самым важным мероприятием стало образование генерального штаба, и на З. Г. Чернышёва было возложено непосредственное высшее заведование этим учреждением. В 1772 году принято новое положение о генеральном штабе, расширившее его полномочия.

#### Управление Белоруссией
В 1772 году вместе с Никитой Паниным интриговал против Орловых, затем конфликтовал с Г. А. Потёмкиным. 22 сентября 1773 года Чернышёв был удостоен чина генерал-фельдмаршала. После первого раздела Речи Посполитой в 1772 году назначен генерал-губернатором присоединённых земель (Белорусское генерал-губернаторство). На этом посту расширял дороги, строил присутственные места, поощрял переход униатского крестьянства в православие. В своём имении Чечерске с пышностью принимал наследника престола, а в 1775 году в его Ярополецком поместье гостила сама императрица.
В 1774 году состоял членом петербургской масонской ложи «Девяти Муз», которой в это время руководил Иван Елагин.
Проезжая в 1780 году по белорусским землям на встречу с австрийским императором Иосифом II в Могилеве, Екатерина уподобила новые дороги садам. Со дня въезда (24 мая) она пробыла в Могилеве до 30-го мая. Встреча была устроена великолепная. В трёх верстах от города была воздвигнута триумфальная арка, где встретил её граф Чернышёв с чинами губернии и дворянством с их предводителями. Однако на второй день пребывания императрицы в Могилёве губернатор повздорил со всемогущим Потёмкиным, и милость государыни отвернулась от него. На предложение светлейшего передать местному епископу награду правительства, гордый и самолюбивый граф вспылил: «У вас есть на то адъютанты, а я уж стар для рассылок!»

#### Создание Московской губернии
В феврале 1782 года Чернышёв получил назначение первым после реформы главнокомандующим (губернатором) Москвы. Он курировал разграничение территории вновь образованной губернии с соседними. В 7 утра 4 октября 1782 залпы на Красной площади возвестили начало торжеств по поводу «открытия Московской губернии». Чернышёв произнёс речь перед «лучшими людьми города» в Грановитой палате, после чего на литургии в Успенском соборе был объявлен манифест о создании губернии.
За два года он сделал многое для выправления обветшавших улиц первопрестольной. При нём были отремонтированы стены Китая-города, закончена в Кремле постройка присутственных мест; построены каменные караульни у Варварских, Ильинских и Никольских ворот, расчищены от грязи рынки. Екатерина благосклонно выслушивала отчёты губернатора, удостоив Чернышёва ордена св. Владимира в самый день его учреждения. Несмотря на то, что указ о создании бульваров на месте стен Белого города был подписан в 1775 году, работы начались только по инициативе Захара Чернышёва.
По приказу Чернышёва Мытищинский водопровод был протянут до Кузнецкого моста.
Фельдмаршал Чернышёв скончался 29 августа 1784 года. Граф А. А. Безбородко писал, что отпросившись на месяц для поездки в свои белорусские деревни, при возвратном пути Чернышёв простудился и, «после недолгой болезни ко всеобщему сожалению умер».
Простой московский народ, если верить старожилам, ещё долго вспоминал Чернышёва добрым словом: «Хотя бы он, наш батюшка, два годочка ещё пожил; мы бы Москву-то всю такову-то видели, как он отстроил наши торговые лавки». Дворец Чернышёва на Тверской был выкуплен казной и стал местом пребывания последующих московских градоначальников, а переулок, на который выходили окна дворца, до 1922 года именовался Большим Чернышёвским.
В честь З. Г. Чернышёва названа Чернышевская улица в г. Тихвине, поскольку он, будучи президентом Военной коллегии, вместе с санкт-петербургским генерал-полицмейстером Н. И. Чичериным, подписал регулярный конфирмованный план восстановления Тихвина после пожара 1770 года. Улица получила название «Чернышевская» между 1773 и 1783 годами.

## Смерть и наследство

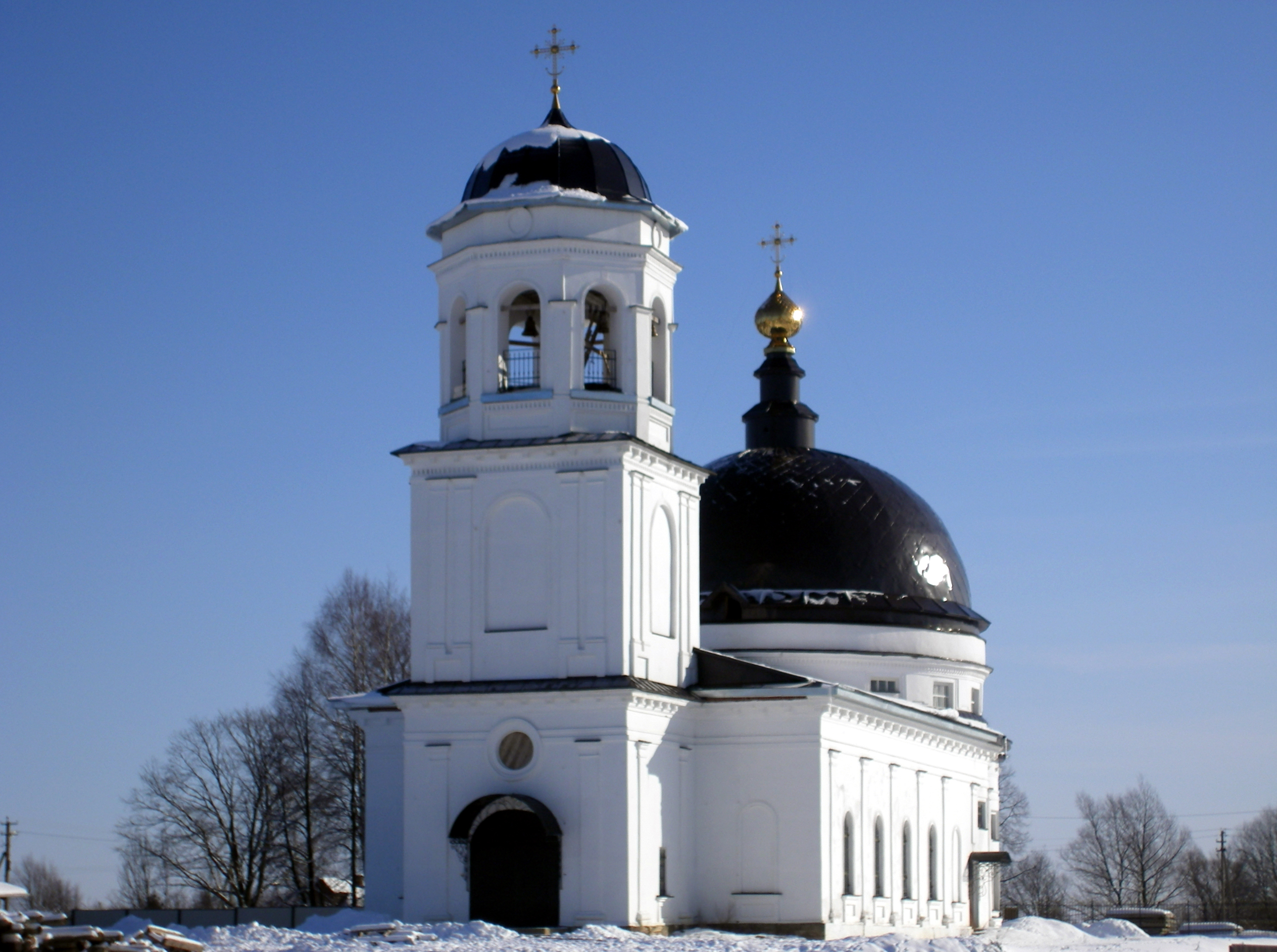
Церковь в Ильинском, где был похоронен З. Г. Чернышёв

Детей от брака с Анной Ведель (племянницей П. Б. Пассека, женщиной гордой и высокомерной) фельдмаршал Чернышёв не оставил, но в 1772 году из своих владений образовал первый в России майорат — неделимое владение, которое призван был наследовать старший из графов Чернышёвых.
Погребён первоначально в Ильинской церкви села Ильинское Волоколамского уезда. В начале XX века его останки перенесены в близлежащую усыпальницу, находящуюся в западной части церкви Казанской иконы Божией матери в Яропольце. В алтаре этого храма до 1941 года хранился символический ключ от Берлина, привезённый в Ярополец Чернышёвым.

## Награды
- Орден Святого Александра Невского (1758)
- Орден Белого орла (1761)
- Орден Св. Андрея Первозванного (27 сентября 1762)
- Прусский орден Чёрного Орла (1762)
- Орден Св. Владимира 1-й степени (22 сентября 1782)